# 도라에몽 노비타의 해저귀암성
《극장판 도라에몽: 진구의 해저성》(映画ドラえもん のび太の海底鬼岩城)은 일본에서 1983년 3월 12일에 개봉했다. 2014년까지 기준으로 영화 도라에몽 시리즈 사상 가장 저조한 성적을 거둔 영화이기도 하다.

## 줄거리
캠핑을 가기로 한 진구와 친구들은 산으로 갈지, 바다로 갈지 의견이 엇갈린다. 이후 이런저런 과정을 거쳐서 바다에 가게 되고, 모두 바다에서 신나게 캠핑을 즐기게 된다. 그러다 황금을 실은 침몰선과 얽히고, 이것이 계기가 되어 해저인들의 싸움에 휘말리게 된다.

## 등장인물 및 목소리 출연
- 도라에몽: 오오야마 노부요
- 노진구: 오오하라 요리코
- 신이슬: 노무라 미치코
- 만퉁퉁: 타테카베 카즈야
- 왕비실: 키모츠키 카네타
- 앨
- 수중 자동차
- 포세이돈

## 주제가
오프닝도라에몽의 노래(ドラえもんのうた)
노래: 야마노 사토코
엔딩
노래: